# استفان دمبیکی
استفان دمبیکی (انگلیسی: Stefan Dembicki; ۱۵ ژوئیهٔ ۱۹۱۳ – ۲۳ سپتامبر ۱۹۸۵) بازیکن فوتبال اهل فرانسه بود.
از باشگاه‌هایی که در آن بازی کرده‌است می‌توان به باشگاه فوتبال لانس اشاره کرد.